# ایتاتیم
ایتاتیم (به پرتغالی: Itatim) یک شهرداری در برزیل است که در باهیا واقع شده‌است. ایتاتیم ۱۴٬۵۳۹ نفر جمعیت دارد.